# Bulgariopsis moelleriana
Bulgariopsis moelleriana är en svampart som beskrevs av Henn. 1902. Bulgariopsis moelleriana ingår i släktet Bulgariopsis och familjen Helotiaceae.   Inga underarter finns listade i Catalogue of Life.